# Портер, Элинор Ходжмен
Элинор Эмили Ходжмен Портер (англ. Eleanor Emily Hodgman Porter) (19 декабря 1868 — 21 мая 1920) — американская писательница. Широкую известность получила благодаря роману «Поллианна» и ряду других произведений для юношества.

## Биография
Элинор Эмили Ходжмен родилась и выросла в деревне Литлтон, штат Нью-Гэмпшир. Она была младшим ребёнком (старший брат Фрэд родился в 1864 году) и единственной дочерью фармацевта Фрэнсиса Флэтчера Ходжмена и его жены Луэллы Фрэнч (урожд. Вулсон). Как и её предки, Элинор относилась к Конгрегационалистской церкви. Её дедушка Фрэнсис Ходжмен был первым в Литлтоне часовщиком и ювелиром, обосновавшимся в тех местах в 1831 году; спустя время он прибавил к своим занятиям фармацевтику.
Как и её мать, Элинор не отличалась крепким здоровьем и была вынуждена отказаться от посещения общеобразовательной школы, перейдя на домашнее обучение. С детства она проявляла склонность к сочинительству и музыке. Позже она обучалась пению в Консерватории Новой Англии в Бостоне, выступала в церковном хоре и на местных концертах, давала уроки музыки.
3 мая 1892 году Элинор Ходжмен вышла замуж за бизнесмена Джона Лимана Портера (англ. John Lyman Porter). За 10 лет они успели пожить в Чаттануге, Нью-Йорке, Спрингфилде, пока не обосновались в Кэмбридже (штат Массачусетс). В их большом доме здесь проживала и мать-инвалид Элинор Портер. У пары не было детей.
В 1901 году миссис Портер забросила музыку и ступила на путь писательницы. Она публиковала свои рассказы в газетах и журналах, а в 1907 году выпустила первый роман «Cross Currents». Первый успех пришёл к писательнице в 1911 году после выхода романтической комедии «Мисс Билли» (англ. Miss Billy) с 18-летней главной героиней. Благодаря успеху Портер написала продолжение «Решение Мисс Билли» (1912) и «Мисс Билли выходит замуж» (1914).
Её самая известная книга «Поллианна» (англ. Pollyanna) (1913) была благосклонно встречена критиками и читателями, вошла в список восьми главных бестселлеров года. В 1915 году последовало продолжение истории «Поллианна вырастает». Следующие четыре года произведения Элинор Портер входили в ежегодный список десяти лучших книг года: «Просто Давид» (1916), «The Road to Understanding» (1917), «Oh, Money! Money!» (1918), «Mary Marie» (1920). «Поллианна» была вскоре переведена на 8 языков, пережила несколько переизданий, была адаптирована к театральной постановке и мюзиклу в 1916 году. В 1920 году вышел первый фильм «Поллианна» с Мэри Пикфорд в главной роли.
Умерла Элинор Портер в городе Кембридж, штат Массачусетс, в 1920 году. Её смерть стала неожиданностью, поскольку писательница испытывала лёгкое недомогание, но продолжала сочинять и даже строила планы на грядущее лето. На её надгробии высечена надпись: «Той, чьи сочинения привнесли солнечный свет в жизни миллионов».

## Память

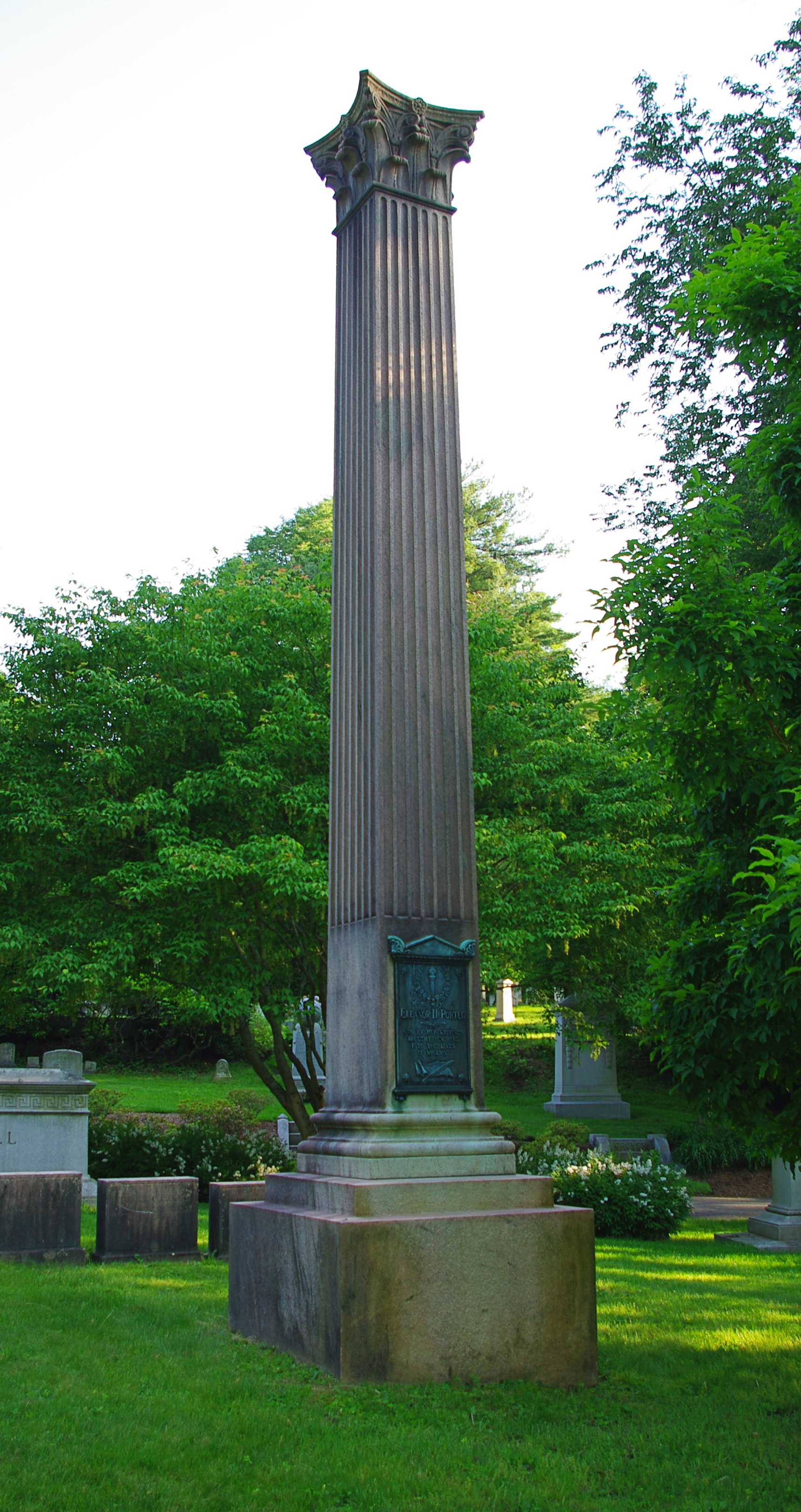
Надгробие Элинор Портер

В честь писательницы в её родном городе Литлтоне отмечается каждый июнь День Поллианны (англ. Official Pollyanna Glad Day) и день памяти Портер в декабре.
В психологии известен принцип Поллианны.
В Литлтоне стоит памятник Поллианне.
В комиксе «Лига выдающихся джентльменов» Алана Мура появляется героиня Полли Уитьер, которая сохраняет оптимизм, несмотря на посягательства вымышленного героя-невидимки Гриффина.

### Экранизации
- 1920 — «Поллианна» с Мэри Пикфорд;
- 1952 – Кто-нибудь видел мою девчонку?
- 1960 — «Поллианна» (производство Walt Disney Picture);
- 1973 — «Поллианна» (7-серийный фильм производства BBC)[7];
- 1986 — японский мультфильм «Поллианна» от Nippon Animation;
- 1989 — Polly (музыкальный телефильм)
- 2003 — «Поллианна»

## Произведения
Элинор Портер написала 16 романов и 6 сборников рассказов. В её произведениях часто можно встретить инвалидов, не слишком хороших писателей, любителей музыки и людей из деревни, которые вопреки всем тяготам сохраняют оптимизм. По мнению критиков, несмотря на недостаточный художественный талант и поверхностность сюжетов, Элинор Портер создавала интересные рассказы.

### Издания на русском языке
- Портер, Элинор. Просто Давид / пер. Таира Мамедова. — Саратов: Артос-Медиа, 2012. — 320 с. — ISBN 987-5-98599-108-6.
- Портер, Э. Поллианна / Пер. с англ. Иванов А., Устинова А. В. — М.: ЭНАС-КНИГА, 2014. — 224 с. — ISBN 978-5-9192-1013-9.
- Портер, Э. Поллианна / Пер. с англ. С. Магомета. — М.: Махаон, 2015.
- Портер, Элинор. Поллианна. — Киев: Ранок, 2016. — 272 с. — ISBN 978-617-09-2764-4.
- Портер, Э. Поллианна вырастает / Пер. с англ. М. Батищевой. — М.: АСТ, 2017. — 352 с. — ISBN 978-5-17-088429-2.
- Портер, Э. Встречные течения / Пер. с англ. И. Нечаевой. — М. : ЭНАС-КНИГА. — 128 с. — ISBN 978-5-91921-769-5.
- Портер, Э. Мисс Билли : Роман в 3-х ч. / Пер. с англ. И. Нечаевой. — М.: ЭНАС-КНИГА, 2019. — 400 с. — ISBN 978-5-91921-768-8.
- Портер, Э. Встречные течения. Новая жизнь / Пер. с англ. И. Нечаевой, Г. Эрли. — М.: ЭНАС-КНИГА, 2022. — 352 с. — ISBN 978-5-00198-048-3.
- Портер, Э. Счастливая Мэри-Мари /Пер. с англ. Г. Эрли. — М.: ЭНАС-КНИГА, 2022. — 272 с. — ISBN 978-5-00198-108-4.